# Финансовая математика
Финансовая математика — раздел прикладной математики, имеющий дело с математическими задачами, связанными с финансовыми расчётами. В финансовой математике любой финансовый инструмент рассматривается с точки зрения генерируемого этим инструментом некоторого (возможно случайного) денежного потока.
Основные направления:
- классическая финансовая математика или математика кредита (проведение процентных расчётов; вопросы, связанные с различными долговыми инструментами: векселями, депозитными сертификатами, облигациями; анализ потоков платежей, применяемый в банковском деле, кредитовании, инвестировании);
- стохастическая финансовая математика, включающая расчёт безарбитражной (или «справедливой») цены финансовых инструментов;
- проведение актуарных расчётов (составляющих математическую основу страхования);
- эконометрические расчёты, связанные с прогнозированием поведения финансовых рынков.

Задача классической финансовой математики сводится к сопоставлению денежных потоков от различных финансовых инструментов исходя из критериев временной ценности денег (с учётом фактора дисконтирования), оценка эффективности вложений в те или иные финансовые инструменты (включая оценку эффективности инвестиционных проектов), разработка критериев отбора инструментов. В классической финансовой математике по умолчанию предполагается детерминированность процентных ставок и потоков платежей.
Стохастическая финансовая математика имеет дело с вероятностными платежами и ставками. Основная задача состоит в получении адекватной оценки инструментов с учётом вероятностного характера рыночных условий и потока платежей от инструментов. Формально сюда можно отнести оптимизацию портфеля инструментов в рамках средне-дисперсионного анализа. Также на моделях стохастической финансовой математики основаны методы оценки финансовых рисков. При этом в стохастической финансовой математике возникает необходимость определить критерии оценки рисков в том числе для адекватной оценки финансовых инструментов.

## История

### Античные времена
Одним из самых ранних примеров финансовой инженерии являются труды древнегреческого философа Фалеса Милетского (624—547 г. до н. э.). Согласно книге Аристотеля, Фалес на примере использования прессов для оливок показал, как математика может влиять на обогащение, при этом его модель являлась ничем иным, как колл-опционом, дающим право купить указанный товар в определённый момент времени.

### Средние века
В 1202 году Фибоначчи написал первую книгу, содержащую элементы финансовой математики — «Книгу абака». В ней он рассчитал текущую стоимость альтернативных денежных потоков в дополнение к разработке общего метода для выражения инвестиций и решил широкий спектр задач, связанных с процентными ставками.
В 1565 году итальянский математик Джироламо Кардано опубликовал трактат «Об азартных играх», который основал элементарную теорию азартных игр.

### Новое время
В 1654 году французские математики Блез Паскаль и Пьер Ферма заложили основы теории вероятностей. Поставленная ими задача заключалась в том, чтобы решить, стоит ли делать ставки на то, что при 24 бросаниях игральных костей два раза выпадет по 6 очков. В серии писем, которыми обменивались Паскаль и Ферма, они решили эту проблему и проблему точек (также известную как проблема «незавершенной игры»), которая по сути аналогична проблеме ценообразования колл-опциона для модели Кокса-Росса-Рубинштейна.
В 1900 году французский математик Луи Башелье защитил диссертацию на тему «Теория спекуляций», которая позже была признана свидетельством зарождения современной финансовой математики. Башелье считается первым, кто ввёл в математику броуновское движение и применил его траектории для моделирования динамики цен на акции и расчет опционных цен.

### Новейшее время
Среди используемых в настоящее время в финансовой математике формул и теорий важное место занимают работы Киёси Ито, Гарри Марковица, Фишера Блэка, Майрона Шоулза, Роберта Мертона.

## Основные концепции, подходы и методы финансовой математики

### Наращение процентов и дисконтирование денежных потоков

#### Наращение процентов
Расчётные процедуры финансовой математики основаны на принципах начисления процентов на вложенные средства. Простые проценты не предполагают реинвестирования получаемых процентов. Поэтому суммарная стоимость FV, получаемая за время t при вложении суммы PV, определяется линейно {\displaystyle FV_{t}=PV(1+it)}.
Однако, чаще всего финансовая математика имеет дело со сложными процентами, когда учитывается реинвестирование (капитализация) получаемых процентов. В таком случае формула будущей стоимости принимает экспоненциальный вид:
{\displaystyle FV_{t}=PV(1+i)^{t}=PVe^{rt}~,~~r=\ln(1+i)}
где r — непрерывная или логарифмическая ставка. Последняя запись сложных процентов бывает удобна в аналитических целях.
В финансовой практике принято задавать годовые процентные ставки, начисление и капитализация при этом могут происходить чаще 1 раза в год. Если капитализация процентов происходит m раз в году, то формула будущей стоимости принимает вид
{\displaystyle FV_{t}=PV(1+i/m)^{mt}=PV(1+i_{e})^{t}}
где {\displaystyle i_{e}=(1+i/m)^{m}-1} — эффективная годовая ставка процента.
По эффективной ставке можно сравнивать различные варианты вложения средств с различными номинальными ставками и периодами капитализации процентов. При {\displaystyle m\rightarrow \infty } имеем непрерывное начисление и формула принимает вид {\displaystyle FV_{t}=PVe^{rt}}. Эта формула эквивалентна вышеприведенной формуле для сложных процентов при ставке r равной логарифмической ставке.

#### Будущая и текущая стоимость
Базовое предположение в финансовой математике заключается в том, что в экономике существует возможность вложения любой суммы в некий (альтернативный) инструмент (по умолчанию — банковский депозит) под некоторую сложную ставку i. На основе принципов наращения сложных процентов по этой ставке i каждой денежной сумме (стоимости) в данный момент времени ставится в соответствие будущая стоимость на момент времени t ({\displaystyle FV_{t}}), а каждой сумме {\displaystyle FV_{t}} ставится в соответствие текущая (приведенная, дисконтированная) стоимость (PV):
{\displaystyle FV_{t}=PV(1+i)^{t}~,~~PV={\frac {FV_{t}}{(1+i)^{t}}}=FV_{t}(1+i)^{-t}}
Процесс приведения будущей стоимости к текущей называется дисконтированием. Ставку (доходность) альтернативного вложения i — ставкой дисконтирования.
Более обобщенно, сумме в момент времени {\displaystyle t_{1}} можно поставить в соответствие сумму в момент времени {\displaystyle t_{2}}:
{\displaystyle S_{t_{2}}=S_{t_{1}}(1+i)^{t_{2}-t_{1}}}
Причем данная формула справедлива как в случае {\displaystyle t_{2}>t_{1}}, так и {\displaystyle t_{2}<t_{1}}. Суммы, относящиеся или приведенные к одному моменту времени сопоставимы. Исходя из этого возникает концепция временной стоимости (ценности) денег, сущность которой заключается в разной ценности одинаковых сумм в разные моменты времени. Дисконтирование этих сумм (приведение к одному моменту времени) по одинаковой ставке позволяет сопоставлять суммы для разных моментов времени (различные денежные потоки) между собой.
Если задан денежный поток {\displaystyle CF=(CF_{t_{1}},...,CF_{t_{k}},...,CF_{t_{n}})}, то будущая стоимость в момент времени {\displaystyle t>t_{n}} вложений данного потока денег (в соответствующие моменты времени) будет суммой будущих стоимостей отдельных составляющих потока (предполагается, что денежный поток генерируется определенным финансовым инструментом или инвестиционным проектом или бизнесом в целом, и в то же время существует возможность вложить средства в альтернативный инструмент с фиксированной доходностью, равной ставке дисконтирования):
{\displaystyle FV_{t}=\sum _{k=1}^{n}{CF_{t_{k}}}(1+i)^{t-t_{k}}}
Данной сумме {\displaystyle FV_{t}} можно поставить в соответствие сумму в текущий момент времени в соответствии с общим правилом дисконтирования:
{\displaystyle PV=FV_{t}/(1+i)^{t}=\sum _{k=1}^{n}{CF_{t_{k}}}(1+i)^{t-t_{k}}/(1+i)^{t}=\sum _{k=1}^{n}{\frac {CF_{t_{k}}}{(1+i)^{t_{k}}}}}
В предельном случае следует рассматривать непрерывный денежный поток с плотностью {\displaystyle CF(t)}, тогда текущая стоимость непрерывного денежного потока будет равна следующему интегралу:
{\displaystyle PV=\int _{0}^{\infty }CF(t)e^{-rt}dt}
Таким образом, каждому денежному потоку ставится в соответствие его текущая (приведенная, дисконтированная) стоимость по ставке дисконтирования.
Для аннуитетов на основе формулы геометрической прогрессии получаем следующую формулу приведенной стоимости {\displaystyle PV_{i}=a{\frac {1-(1+i)^{-t}}{i}}}. Для вечного аннуитета (то есть при {\displaystyle t\rightarrow \infty }) получаем простое выражение {\displaystyle PV=a/i}. В случае бесконечного денежного потока с постоянным темпом роста получаем формулу Гордона {\displaystyle PV={\frac {CF_{1}}{i-g}}}

#### Эффективная (внутренняя) доходность
Если финансовый инструмент имеет некую оценку стоимости, например, рыночную цену, цену покупки и т. д., то зная денежный поток от инструмента можно оценить его эффективную (внутреннюю) доходность как ставку дисконтирования, при которой приведенная стоимость будет равна фактической цене инструмента, то есть решение уравнения {\displaystyle P=PV(i)} по ставке {\displaystyle i}. Данный показатель может называться по-разному в зависимости от рассматриваемой задачи и инструментов. Например, для облигаций — это доходность к погашению (YTM), для инвестиционных проектов — внутренняя ставка доходности (IRR).

#### Дюрация денежного потока
Значение приведенной стоимости является нелинейной функцией ставки дисконтирования. Соответственно полностью денежный поток характеризуется графиком приведенной стоимости по ставке дисконтирования.
Чувствительность (эластичность) приведенной стоимости к изменению процентной ставки (логарифмическая производная по 1+i) оказывается равной дюрации денежного потока — средневзвешенному сроку денежного потока (весами являются доли приведенных стоимостей отдельных составляющих потока в приведенной стоимости всего потока).
{\displaystyle D=-{\frac {\partial \ln PV}{\partial \ln(1+i)}}={\frac {\sum _{k=1}^{n}{\frac {CF_{t_{k}}t_{k}}{(1+i)^{t_{k}}}}}{\sum _{k=1}^{n}{\frac {CF_{t_{k}}}{(1+i)^{t_{k}}}}}}={\overline {T}}}
В первом приближении в качестве дюрации можно использовать средневзвешенный срок денежного потока без учёта дисконтирования (то есть с нулевой ставкой дисконтирования). Дюрацию можно использовать для упрощенной оценки изменения текущей стоимости финансового инструмента при небольшом изменении ставки дисконтирования. Также дюрацию можно интерпретировать иначе — это приблизительно тот период, за который можно получить суммарную величину денежного потока, если вложить под ставку дисконтирования сумму, равную текущей стоимости этого денежного потока. В частном случае бескупонной облигации дюрация совпадает со сроком такой облигации. В случае вечного аннуитета дюрация равна (1+i)/i
Для уточнения оценки влияния изменения процентной ставки иногда наряду с дюрацией используют также поправку второго порядка — выпуклость. Она равна {\displaystyle {\overline {T^{2}}}+{\overline {T}}}. В первом приближении можно принять её равной {\displaystyle D^{2}+D}.

### Портфельная теория
Оптимизация портфеля обычно рассматривается в рамках средне-дисперсионного анализа. Впервые данный подход к формированию портфелей предложил Гарри Марковиц (впоследствии лауреат Нобелевской премии). В рамках данного подхода доходности инструментов предполагаются случайными величинами с некоторым средним уровнем (математическое ожидание), волатильностью (дисперсией) и ковариациями между доходностями инструментов. Дисперсия доходности является мерой риска вложений в данный инструмент или в портфель. Хотя формально подход применим при любом распределении доходностей, результаты могут быть лучше для нормального распределения, в связи с тем, что математическое ожидание и ковариационная матрица полностью характеризуют нормальное распределение.
Формулировки и решения задачи различаются в зависимости от тех или иных допущений, в частности, возможности отрицательных долей инструментов в портфеле (т. н. «короткие продажи»), наличия безрискового актива с нулевой дисперсией и корреляцией с другими активами и т. д. Задача может быть сформулирована как минимизация дисперсии портфеля при требуемой средней доходности и других ограничениях или же максимизацию доходности при заданном уровне риска (дисперсии). Также возможны иные формулировки, предполагающие максимизацию или минимизацию комплексных целевых функций, учитывающих и доходность и риск.
На основе портфельной теории Марковица в дальнейшем была разработана современная теория ценообразования финансовых активов — CAPM (Capital Assets Pricing Model).

### Стохастические модели

#### Стохастические модели с дискретным временем
Базовая модель динамики цен финансовых инструментов — модель геометрического броуновского движения, согласно которой доходности (непрерывные, логарифмические) инструментов подчиняются процессу случайного блуждания:
{\displaystyle r_{t}=\ln p_{t}-\ln p_{t-1}=\ln {\frac {p_{t}}{p_{t-1}}}=\varepsilon _{t}}
где {\displaystyle \varepsilon _{t}} — белый шум
Данная модель удовлетворяет гипотезе эффективного рынка. В рамках данной гипотезы предполагается невозможность прогнозирования доходностей на будущие периоды на основании какой-либо информации, в том числе на основании информации о прошлых значениях доходностей.
В моделях ARIMA предполагается возможность прогнозирования доходностей на основе прошлых значений доходностей.
Модели GARCH предназначены для моделирования условной волатильности доходностей. Данные модели объясняют «толстые хвосты» распределения доходностей, а также кластеризацию волатильности, которые наблюдаются на практике. В некоторых моделях также учитывается возможность асимметрии уровня волатильности при снижении и при повышении рынка.
- Модели, основанные на броуновском движении

{\displaystyle dS_{t}=\mu S_{t}\,dt+\sigma S_{t}\,dW_{t}}
где {\displaystyle W_{t}} стандартное броуновское движение (винеровский процесс)
- Диффузионные модели эволюции процентных ставок
- Модели ценообразования опционов
- Фрактальные модели